# طواف إيطاليا 1913
طواف إيطاليا 1913 هو سباق دراجات هوائية أقيم بتاريخ 6 – 22 مايو، تكون السباق من 9 مراحل وامتدّ لمسافة 2932 كم بسرعة 21.69 كم/س، استغرق السباق 135 ساعة 15 دقيقة 56 ثانية.